# Problemas ambientales en las Filipinas
Actualmente, los problemas medioambientales en las Filipinas incluyen contaminación, actividad minera ilegal, deforestación, amenazas a activistas medioambientales, pesca con explosivos, derrumbes, erosión costera, pérdida de biodiversidad, calentamiento global y cambio climático. Debido escasez de documentos, la historia completa del uso de tierra en el archipiélago permanece sin escribirse. Aun así, el dato coyuntural muestra que el uso destructivo de la tierra aumentó significativamente en siglo XVIII, cuando el colonialismo español incrementó su extracción de los recursos del archipiélago para el incipiente mercado global moderno.
Las proyecciones señalan a las Filipinas como uno de los países más vulnerables a los impactos del cambio climático, lo cual sin duda exacerbaría los fenómenos climáticos extremos que ya sufre. Debido a su ubicación en el Anillo de Fuego del Pacífico, Filipinas es propensa a desastres naturales, tales como terremotos, tifones o erupciones volcánicas. En 2021, Filipinas se clasificó como el cuarto país más afectado por "eventos de pérdida relacionados con el clima", en parte debido a la proximidad de las principales infraestructuras y áreas residenciales a la costa y al escaso apoyo gubernamental. Uno de los tifones más devastadores en el archipiélago fue el Tifón  Haiyan, conocido localmente como "Yolanda", que en 2013 dejó 6,300 muertes y 28,689 heridos a su paso. Los políticos filipinos han demostrado concienciación de crisis medioambientales con el paso de políticas como El Acto de Aire Limpio de 1999, el Acto Filipino de Agua Limpia de 2004, el Acto de Cambio Climático de 2009, y la participación en el Acuerdo de París. Aun así, investigaciones señalan que, fuera de las ciudades, el público no se siente igualmente informado. Activistas ambientales y defensores de la tierra, compuestos en su mayoría por comunidades indígenas que han estado tratando de llamar la atención sobre los problemas ambientales en el país, se han enfrentado a la violencia o al asesinato. Como resultado, Filipinas ha sido clasificada como uno de los lugares más peligrosos del mundo para los activistas ambientales.

## Contaminación del agua

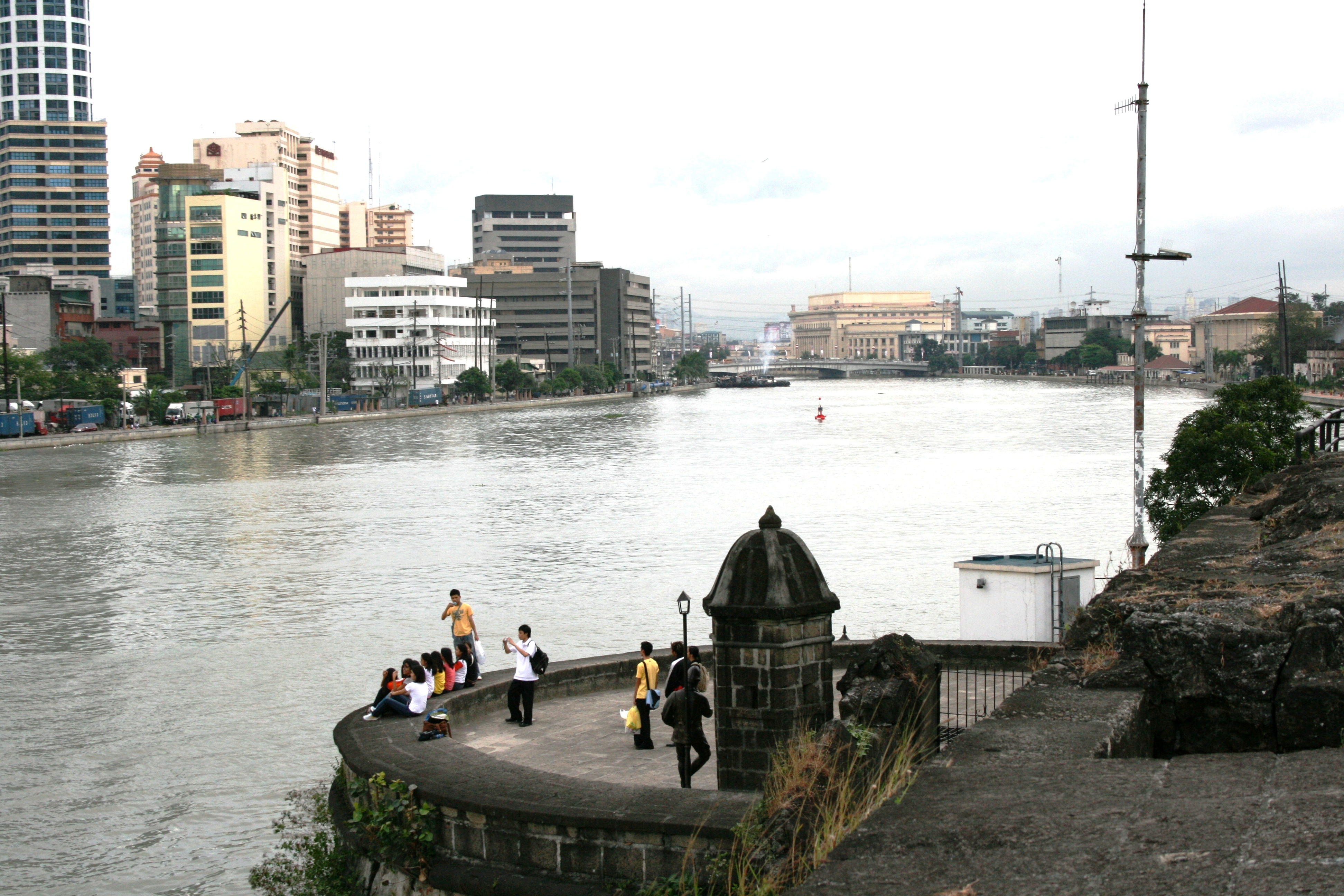
El río Pasig en Manila, uno de los más contaminados del mundo.

A pesar de que el agua ha llegado a escasear en algunas regiones y estaciones, en general las Filipinas van sobradas de agua, tanto superficial como subterránea. Aun así, el carecer de una política medioambiental coherente ha dirigido a la contaminación de 58% de las aguas subterráneas del país. La fuente principal de contaminación son las aguas residuales sin tratar, tanto las de origen doméstico como las industriales. Sólo un tercio de los sistemas fluviales filipinos se consideran aptos para suministro de agua público.
Se estima que en 2025 la disponibilidad de agua será marginal en la mayoría de las grandes ciudades y en 8 de las 19 cuencas fluviales principales. Además de graves problemas de salud, la contaminación del agua también provoca problemas en las industrias pesquera y turística, las principales del país. El Gobierno nacional reconoció el problema y desde 2004 ha tratado de introducir una gestión sostenible del manejo de los recursos hídricos (véase más adelante).
Sólo el 5% de la población filipina está conectada a una red de alcantarillado. La gran mayoría usa inodoros de descarga conectados a tanques sépticos. Dado que las instalaciones de tratamiento y eliminación de lodos son raras, la mayoría de los efluentes se descargan sin tratamiento alguno. Según el Banco Asiático de Desarrollo, el río Pasig (el cual atraviesa la capital) es uno de los más contaminados del mundo. En marzo de 2008, Manila Water anunció que se construiría una planta de tratamiento de aguas residuales en Taguig. El primer humedal artificial filipino se completó en 2006 a las afueras de la ciudad de Bayawan. Se ha utilizado para reasentar a familias que vivían a lo largo de la costa en asentamientos informales donde no tenían acceso a servicios de abastecimiento de agua potable y saneamiento.

## Deforestación
A lo largo del siglo XX la cobertura forestal de Filipinas cayó del 70% al 20%. En total, 46 especies están en peligro de extinción y 4 han sido erradicadas completamente. Solo queda el 3,2% del total de la selva tropical. Según un análisis de los mapas de los patrones de uso de la tierra y de una hoja de ruta, se estima que en Filipinas se perdieron 9,8 millones de hectáreas de bosques entre 1934 y 1988. La tala ilegal se produce en Filipinas e intensifica los daños causados por inundaciones en algunas zonas.

Según la doctora Jessica Mathews, las políticas cortas de vista del gobierno filipino han contribuido a la alta tasa de deforestación en el país:
El gobierno otorgó regularmente concesiones de explotación forestal de menos de diez años. Debido al tiempo que tarda un segundo bosque en madurar después de talar el primero (30-35 años), los madereros no tenían incentivos para replantar. Agravando el error, las regalías sobre el terreno alentaron a los madereros a eliminar solo las especies más valiosas. Un horrendo 40% de la madera cosechable nunca dejó los bosques, pero resultó igualmente dañada, podrida o quemada en el proceso de la tala. De estas y otras políticas relacionadas se deduce el siguiente dato resultado nada sorprendente: de los 17 millones de hectáreas de bosques cerrados que florecieron a principios del siglo sólo quedan 1,2 millones actualmente.
Filipinas tuvo una puntuación media del Índice de Integridad del Paisaje Forestal de 2018 de 5,91/10, clasificándose el número 91 mundial, de un total de 172 países.

## Contaminación atmosférica
Debido principalmente a los residuos industriales y las emisiones de automóviles, Manila sufre problemas contaminación atmosférica, afectando al 98% de la población y causando más de 4.000 muertes cada año. Ermita es el distrito que sufre los mayores niveles de contaminación atmosférica de la capital, debido a los vertederos abiertos y los residuos industriales. Según la Autoridad de Desarrollo de Metro Manila (MMDA), el país produce un promedio de 41 kilotones de basura diarios con casi 10 ktons/día procedentes solo del metro de Manila. Mientras que la mayoría de las unidades del gobierno local establecen un Servicio de Recuperación de Materiales (MRF), aplican la separación en la fuente y recogen y procesan todos los materiales reciclables y biodegradables, la mayoría de los desechos sólidos municipales se eliminan en los vertederos o se queman al aire libre, lo que empeora aún más la calidad del aire fuertemente contaminado de las ciudades.
Según un informe de 2003, el río Pasig es uno de los ríos más contaminados del mundo. Cada día se vierten 150 toneladas de residuos domésticos y 75 toneladas de residuos industriales.

## Pesca ilegal

### General
La arraigada cultura pesquera de Filipinas se debe a la diversidad y productividad de sus ecosistemas marinos. Más concretamente, según datos de 2018, eran 927.617 las personas que estaban involucradas en la “pesca de captura”. Otro dato interesante que avala esta fuerte cultura pesquera es que el pescado supone el 50% del consumo de proteínas de la población filipina. Esta dependencia del sector pesquero ha contribuido a la actual situación de sobrepesca en el país: el 70% de los caladeros filipinos se encuentran en esta situación y alrededor del 40 % de las capturas se realizan ilegalmente.
Los confinamientos causados por la COVID-19 parecen haber permitido un aumento de la pesca ilegal. Los barcos de patrulla de Karagatan que utilizan VIIRS (luces de señuelo de imágenes infrarrojas visibles) han detectado un aumento en los barcos de pesca comercial visibles, de 3602 en febrero de 2020 (antes de los bloqueos causados por la COVID-19) a 5950 en marzo, valor que volvió a bajar a 1666 en mayo cuando se relajó el confinamiento. Estos buques se detectaron en aguas en las que sólo está permitido a pequeños pescadores artesanales utilizar métodos de pesca pasivos, debido a que la zona es un área de desove para la mayoría de las especies de peces.

### Pesca con explosivos
La pesca con explosivos, también conocida como pesca con dinamita, fue prohibida en 1932. Esta práctica consiste en la detonación de explosivos en el agua con el fin de aturdir y/o matar a los peces para capturarlos luego. En el proceso se destruye o deteriora fuertemente el hábitat circundante (arrecifes de coral). La pesca con explosivos se lleva por delante también los huevos que pudiera haber en la zona, así como a los ejemplares demasiado jóvenes para vender. Según un estudio de Rhodora Azanza de la Universidad de Filipinas, se estima que este daño causa pérdidas de 99.200 millones de dólares al año. Así pues, se ha detectado una disminución del rendimiento pesquero. Jimely Flores, un científico marino superior de Oceana, describe así la situación: “En algunas zonas dinamitadas, si buceas no ves ningún pez en absoluto”.

## Cambio climático
El cambio climático en las Filipinas está produciendo serios impactos, tales como una mayor frecuencia y gravedad de los desastres naturales, aumento del nivel del mar, lluvias extremas, escasez de recursos y degradación ambiental. Todos estos impactos han afectado en gran medida a la agricultura, la calidad del agua, las infraestructuras, los ecosistemas costeros e incluso a la salud humana. Las previsiones apuntan que continúen generando daños devastadores en la economía y la sociedad de Filipinas.
Según la Oficina de las Naciones Unidas para la Coordinación de Asuntos Humanitarios (OCHA), Filipinas es uno de los países del mundo más propensos a sufrir un desastre natural. El archipiélago de 7.109 islas está situado a lo largo del cinturón de tifones del Océano Pacífico, dejando al país vulnerable a un promedio de 20 tifones anuales, 5 de los cuales suelen tener un fuerte carácter destructivo. El más reciente de estos tifones tuvo lugar en la región de Cebú, en diciembre de 2021. Conocido coloquialmente como el tifón Odette, causó daños de alrededor de mil millones de dólares (₱ 51,8 mil millones) en daños (tanto a infraestructuras como a la agricultura) y provocó el desplazamiento de alrededor de 630.000 personas. Las Naciones Unidas estimaron que el tifón Odette afectó a los medios de subsistencia de 13 millones de personas, destruyendo sus hogares y dejándolos sin alimentos ni suministros de agua adecuados. En cuanto a la pérdidas humanas, las repercusiones físicas y económicas del paso de Odette provocaron la muerte de más de 400 personas hasta diciembre de 2021.
Además de la influencia del cinturón de tifones del Océano Pacífico, Filipinas también se encuentra dentro del "Cinturón de Fuego del Pacífico", lo que hace que el país sea propenso a terremotos y erupciones volcánicas. Para agravar aún más estos problemas, los impactos del cambio climático, como el aumento del nivel del mar, exacerban la alta susceptibilidad del país a los desastres naturales, como inundaciones y deslizamientos de tierra. Aparte de la geografía, el cambio climático afecta a las regiones con un historial de colonización más intensamente que a las regiones sin un historial de colonización.  Las regiones colonizadas experimentan las repercusiones del cambio climático de manera más perturbadora "debido a su alta dependencia de los recursos naturales, sus condiciones geográficas y climáticas y su capacidad limitada para adaptarse efectivamente a un clima cambiante". Dado que los países con niveles de ingresos bajos tienen una historia de colonialismo y explotación de recursos, su entorno carece de la diversidad necesaria para prevalecer contra los desastres naturales. La falta de biodiversidad reduce la resiliencia de una región específica, dejándola más susceptible a los desastres naturales y los efectos del cambio climático. Con su historia de colonización española, Filipinas no está equipada ambiental ni económicamente para superar los problemas a los que se enfrenta en la actualidad. Esta incapacidad para recuperarse no hace más que exagerar el problema, creando un ciclo de devastación ambiental y económica en el país.

## Amenazas a los ecologistas
Filipinas se considera el país más peligroso para los activistas ambientales. Según Global Witness, en 2018 fueron asesinados al menos 30 defensores de la tierra y del medio ambiente en el país, muchos de los cuales estaban en conflicto con grupos empresariales privados. Kalikasan People's Network for the Environment registró 46 muertes en 2019. El grupo dijo que los activistas también han sido acosados, vilificados y etiquetados como "rojos", terroristas o "enemigos del estado".
Grupos ambientales han pedido al Congreso que apruebe un proyecto de ley de defensores de los derechos humanos para ayudar a proteger a los activistas y a sus familias.

## Lectura adicional
- Broad, Robin; Cavanagh, John (1994). Plundering Paradise: The Struggle for the Environment in the Philippines (en inglés). Berkeley: University of California Press. ISBN 0-520-08921-9. (requiere registro).
- Magno, Francisco A. (1993). «The Growth of Philippine Environmentalism». Kasarinlan: Philippine Journal of Third World Studies (en inglés) 9 (1): 7-18.